# Chaetodon multicinctus
Chaetodon multicinctus es una especie de pez mariposa del género Chaetodon.
Se localiza en el oriente del Océano Pacífico, abundando en zonas tropicales como Hawái o el Atolón Johnston. Viven sobre los arrecifes de coral o las rocas, con profundidades muy variadas (de 10 metros hasta unos 100 metros). Normalmente conviven en parejas o simplemente solos.
Se lo llama comúnmente pez mariposa empedrado porque su cuerpo tiene unas muy marcadas escamas que se parecen vagamente al empedrado de un muro. Su aleta trasera y su franja de la cabeza se colorean en negro grisáceo. El torso y el dorso están marcados por unas suaves franjas amarillas y presenta otras cuatro franjas marrones y verticales en cada uno de los perfiles del cuerpo. Alcanza hasta 12 cm de longitud.